# ألفرد بولاك
ألفرد بولاك هو سياسي أسترالي، ولد في 1878، وتوفي في 30 يناير 1931. انتخب عضو الجمعية التشريعية لنيو ساوث ويلز ‏.